# ویلهلم وین
ویلهلم کارل ورنر اتو فریتس فرانتس (به آلمانی: Wilhelm Carl Werner Otto Fritz Franz Wien) (زاده ۱۳ ژانویه ۱۸۶۴ پروس شرقی (روسیه کنونی) – درگذشته ۳۰ اوت ۱۹۲۸ آلمان)، فیزیکدان آلمانی بود که در سال ۱۹۱۱ برنده جایزه نوبل فیزیک شد.
مدرک دکتری خود را در سال ۱۸۹۶ از دانشگاه برلین زیر نظر هلمهولتز گرفت.
کار معروف او قانونی در مورد نحوه توزیع انرژی تابش ساطع شده از جسم سیاه کامل است که به قانون جابجایی وین معروف است. نتیجه عجیب این قانون در قضیه فاجعه فرابنفش به پلانک کمک کرد که انرژی را کوانتیزه در نظر بگیرد.